# آقای ایمنی (مجموعه تلویزیونی)
آقای ایمنی یک مجموعه نمایشی تلویزیونی در مورد مسائل ایمنی خانواده‌ها با مایه طنز  محصول سال ۱۳۶۰–۱۳۵۹ به کارگردانی حمید طاهریان،  می‌باشد که در نوروز ۱۳۶۰ پخش شد. 

## بازیگران
- حمید طاهریان
- روح‌انگیز مهتدی
- مهری نصیری
- مهدی بهنام